# Faculdade de Educação da Islândia

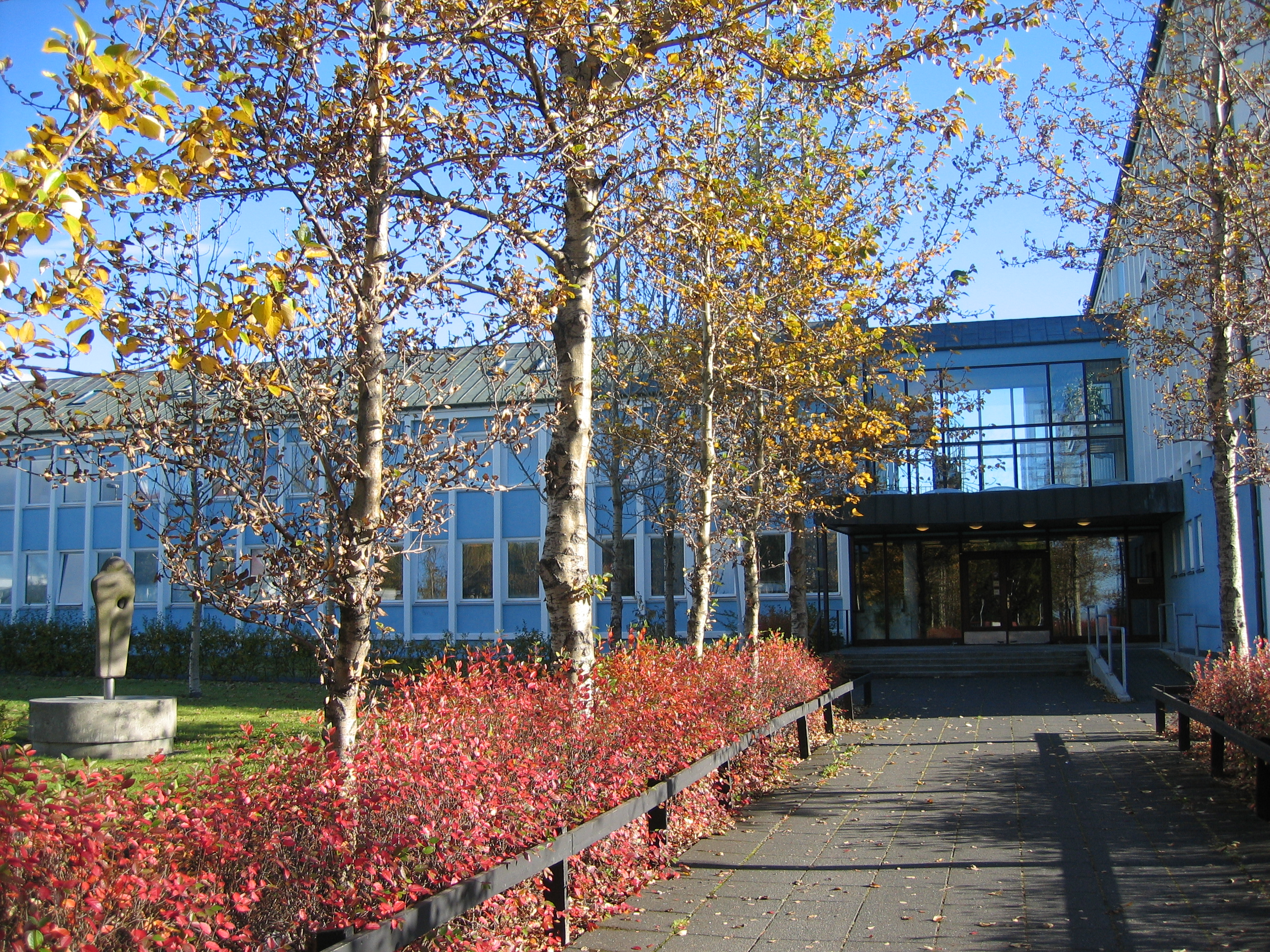
Entrada

A Faculdade de Educação da Islândia era uma faculdade de formação de professores na Islândia, reconhecida por sua contribuição na preparação de profissionais da educação no país. Em julho de 2008, a instituição passou por uma reestruturação e foi incorporada à Universidade da Islândia, tornando-se a atual Escola de Educação.

O campus principal está localizado em Reiquiavique, a capital islandesa. O edifício principal da instituição fica em Stakkahlid, um ponto central para a administração e as principais atividades acadêmicas. O departamento de artes está situado nas proximidades, em Skipholt 37, oferecendo um ambiente especializado para os alunos dessa área. 
Além disso, a divisão de Esportes e Educação Física opera no campus de Laugarvatn, uma pequena cidade no sul da Islândia, a cerca de 90 quilômetros de Reiquiavique. Essa localização oferece uma infraestrutura melhor, permitindo que os alunos tenham contato direto com atividades práticas relacionadas ao esporte e à educação física.
A fusão com a Universidade da Islândia fortaleceu o ensino e a pesquisa na área da educação no país, proporcionando melhores recursos e oportunidades para os estudantes. Atualmente, a Escola de Educação continua desempenhando um papel essencial na formação de professores e educadores, contribuindo significativamente para o desenvolvimento do sistema educacional islandês.

## Links externos
- (em islandês) Former homepage, domain has since been allocated to a new owner Arquivado em 2006-04-12 no Wayback Machine
- (em islandês) Site atual